# Ctenoscelis
Ctenoscelis é um gênero de insetos da ordem Coleoptera e da família Cerambycidae, subfamília Prioninae, classificado por Jean Guillaume Audinet-Serville em 1832; contendo quatro espécies de besouros neotropicais de coloração castanha a negra, com élitros mais ou menos arredondados, e estando dentre os maiores de sua família cujos integrantes são conhecidos por besouros serradores ou serra-paus; podendo ultrapassar dez centímetros de comprimento. Sua espécie-tipo é Ctenoscelis ater (Olivier, 1795).

## Espécies
Ctenoscelis ater (Olivier, 1795)
Ctenoscelis acanthopus (Germar, 1824)
Ctenoscelis coeus (Perty, 1832)
Ctenoscelis simplicicollis (Bates, 1875)